# Nathan Brill
Pour les articles homonymes, voir Brill.
Nathan Edwin Brill, né le 3 janvier 1860 à New York et mort le 13 décembre 1925 est un médecin américain, connu pour avoir décrit la forme résurgente du typhus à laquelle il laissera son nom (maladie de Brill), renommée en maladie de Brill-Zinsser).

## Résumé biographique
Il obtient son diplôme de médecine à l'université de New York (New York University College) en 1880. Il effectue son internat au Bellevue Hospital en 1881. 
En 1882 il est nommé médecin au Mount Sinai Hospital. Il deviendra par la suite professeur au  collège des médecins et chirurgiens de l'université Columbia.

## Travaux
On doit notamment à Nathan Brill : 
- La première description de la maladie de Brill (1898), similaire à une forme modérée de typhus, chez des immigrants venus d'Europe de l'Est (étude d'une série de 221 cas, publiée en 1910). Hans Zinsser démontra en 1934 qu'il s'agissait d'une résurgence d'un ancien typhus survenu des années auparavant. En 1950, la maladie est appelée maladie de Brill-Zinsser[2],[3]. ;
- La dénomination (avec Frederick S. Mandlebaum) de la maladie de Gaucher et son identification comme maladie de surcharge en lipide[4] ;
- La description d'une forme de  lymphome plus tard connue sous le nom de maladie de Brill-Symmers[5] ;
- La traduction en anglais du traité de diagnostic clinique de Georg Klemperer, en 1898.